# Escola Secundária Marques de Castilho
A Escola Secundária Marques de Castilho é um estabelecimento público de ensino da cidade de Águeda, no distrito de Aveiro, em Portugal. Resulta da transformação em escola secundária da antiga Escola Industrial e Comercial de Águeda.

## Descrição
O complexo da escola situa-se junto ao Largo Dr. António Breda, em Águeda.

## História
A escola foi fundada pelo Decreto n.º 13149, de 29 de Janeiro de 1927, sendo originalmente denominada de Escola Industrial e Comercial de Águeda. Foi instituída no âmbito de uma fase de grande desenvolvimento da vila de Águeda, na década de 1920, principalmente em termos de indústrias, que levaram a novas necessidades em termos do ensino. Com efeito, o Decreto afirmou a necessidade de formar operários para «numerosos estabelecimentos fabris de serralharia e carpintaria mecânicas, de cerâmica, de serração de madeiras e outros», além de ter sido criado por «solicitação dos habitantes da vila de Águeda, que representaram pedindo a criação naquela localidade de uma escola do ensino elementar, industrial e comercial». Do ponto de vista legal, também se justificava a presença de um estabelecimento escolar, uma vez que a localidade contava com uma frequência escolar superior a dois mil alunos, considerada suficiente para «uma escola de ensino técnico elementar». O diploma legal foi rectificado no Diário do Governo nº 37, de 29 de Janeiro de 1929, que alterou o texto relativo ao pessoal docente. A escolha do local onde instalar a escola recaiu na Câmara Municipal, motivo pelo qual em 6 de Junho de 1927 o Director-Geral do Ministério do Comércio «veio escolher o edifício mais adequado à instalação», em conjunto com o presidente da Comissão Municipal, Joaquim de Mello. Optou-se pela Casa de D. Matilde, situada na Rua Fernando Caldeira, que foi adquirida ao Conde de Águeda por apenas 55 contos, e que foi paga pela autarquia, com fundos que vieram das Minas de Talhadas.
Abriu oficialmente em 14 de Novembro de 1927, oferecendo dois cursos, o Industrial e o Comercial, tendo então 129 alunos. Porém, durante os seus primeiros anos, a escola manteve um funcionamento muito limitado devido à falta de materiais de ensino e ao reduzido espaço disponível. O seu primeiro director foi o padre José Marques de Castilho, que ocupou esta função ate 1939. Entretanto, em 1930 foi publicado o Decreto n.º 18420, que reorganizou o ensino técnico profissional a nível nacional, surgindo este estabelecimento com o nome de Escola Comercial e Industrial de Pedro Nunes. Teve este nome até 10 de Fevereiro de 1938, quando por portaria daquela data passou a designar-se Escola Industrial e Comercial Madeira Pinto
Em 1948 retomou o nome de Escola Industrial e Comercial de Águeda.[carece de fontes?]
Em 1959 foram feitos os planos para a reconversão do estabelecimento, Junta das Construções para o Ensino Técnico e Secundário, tendo esta intervenção sido incluída no segundo Plano de Fomento. A nova escola foi inaugurada em 1964. Em 1978 passou a denominar-se de Escola Secundária de Águeda, devido à publicação do Decreto-Lei n.º 80/78, de 27 de Abril, que determinou que todas os estabelecimentos de ensino secundário deveriam passar a denominar-se de Escola Secundária.
Em 28 de Junho de 2012 foi formado o Agrupamento de Escolas de Águeda Sul, que agregou os antigos Agrupamentos de Escolas de Aguada de Cima e de Fermentelos à Escola Marques de Castilho, sendo esta última a sede do agrupamento.